# Podredumbre del pie
La podredumbre del pie, o pododermatitis infecciosa, es una infección del casco que ocurre frecuentemente en ovejas, cabras, y bovinos. Tal como indica su nombre, la misma pudre la pata del animal, específicamente la zona interdigital del animal afectado. Es extremadamente dolorosa y contagiosa. Puede ser tratada con varios remedios, pero si no se la trata, se puede infectar todo el rebaño. 

## Causa
La causa de la infección en el ganado son dos especies de bacterias anaeróbicas (bacterias que pueden desarrollarse sin necesidad de oxígeno), Fusobacterium necrophorum y Bacteroides melaninogenicus. Ambas bacterias son comunes en el medio en el cual vive el ganado, y la Fusobacterium se encuentra en el rumen y en la materia fecal del ganado. En las ovejas, la Fusobacterium necrophorum invade inicialmente la piel interdigital pasando luego a dañar el resto de la piel, y produce lesiones interdigitales e inflamación leve. El segundo estadio de la enfermedad se caracteriza por la invasión de la pata por la bacteria de podredumbre del pie Dichelobacter nodosus, una bacteria anaeróbica grama negativa. Por lo general, se produce una herida en la piel entre los dedos de la pezuña por donde las bacterias infectan al animal. Otra causa de la podredumbre del pie pueden ser las temperaturas elevadas, elevada humedad ambiente o pastizales húmedos, que hacen que se requiebre la piel entre las pezuñas habilitando una vía de ingreso para que las bacterias infecten la pata. Esta es una de las razones por las cuales la podredumbre del pie es un problema importante durante el verano. La podredumbre del pie es fácilmente identificable por su aspecto y por su olor característico. El tratamiento generalmente consiste en la aplicación de un antibiótico, la mejor forma de prevenir la enfermedad es evitar que las patas se lastimen.
La enfermedad es diferente en el ganado bovino y en las ovejas y no es posible se produzcan infecciones cruzadas.
La podredumbre del pie tiende a manifestarse en ganado vacuno, ovino y porcino que deambula sobre terrenos con pastos mojados o zonas con clima húmedo.
Las ovejas pueden ser atacadas por dos variedades la denominada podredumbre del pie benigna, ataca solo la piel interdigital. Resultando en una cojera del animal menos marcada que en la otra denominada podredumbre del pie virulenta la cual es contagiosa, y produce una necrosis crónica de la pezuña y la dermis contigua, con la posterior pérdida del casco. En el caso de las ovejas el ataque es producido por las bacterias Fusobacterium necrophorum y Bacteroides nodosus.